# Kirchberger Bach (Enknach)
Der Kirchberger Bach, über seinen gesamten Lauf auch als Sauldorfer Bach bezeichnet, ist ein Bach im Bezirk Braunau am Inn, im Innviertel in Oberösterreich. Er ist ein rechter Nebenfluss der Enknach.

## Geographie

### Verlauf
Der Kirchberger Bach entsteht oberhalb von Sauldorf (Gemeinde Kirchberg bei Mattighofen) aus der Vereinigung mehrerer kleiner Quellbäche, wobei der Hauptquellast nördlich von Gumping (Gemeinde Kirchberg bei Mattighofen) entspringt. Der Bach fließt zunächst in nördliche Richtung, durchquert dabei den Ort Sauldorf und wird in diesem Abschnitt ausschließlich als Sauldorfer Bach bezeichnet. Hier nimmt er von rechts mit dem Aigengraben seinen ersten größeren Zubringer auf. Der Bach verlässt – nun wieder unter dem Namen Kirchberger Bach – den Ort und ändert seine Fließrichtung dabei leicht nach Nordosten. Er passiert dabei die Orte Ober- und Untermaisling (Gemeinde Kirchberg bei Mattighofen) und nimmt dort von rechts den kleinen Maislinger Graben auf. Der Kirchberger Bach passiert kurz flussabwärts die Gemeinde Auerbach in westlicher Richtung und fließt am hier parallel zum dort entspringenden und etwas kleineren Auerbach. Nun passiert der Kirchberger Bach noch die Orte Ober- und Unterkling (Gemeinde Auerbach), bevor er bei Unterirnprechting (Gemeinde Auerbach) in den hier noch als Engelbach bezeichneten Oberlauf der Enknach einmündet. Nach dem Fillmannsbach zählt er gemeinsam mit Auerbach und Haselbach zu den größeren Zubringern der Enknach.

### Zuflüsse
- Aigengraben (rechts), bei Sauldorf
- Maislinger Graben (rechts) bei Untermaisling

### Einzugsgebiet
Südlich entspringen der Heminger Graben und der Kerschhamer Graben, die beide zur Mattig entwässern. Nordöstlich fließt der Auerbach, welcher flussabwärts ebenfalls in die Enknach einmündet.